# Wolfgang Schneiderhan (violist)

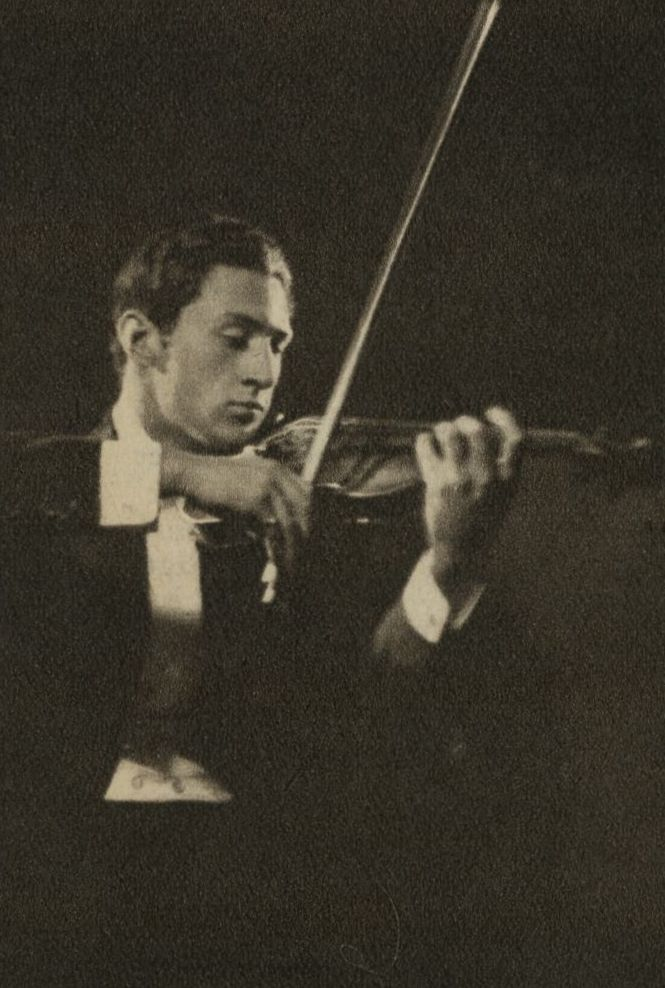
Wolfgang Schneiderhan in 1938

Wolfgang Schneiderhan (Wenen, 28 mei 1915 - aldaar, 18 mei 2002) was een Oostenrijkse violist en concertmeester.
Schneider was concertmeester bij de Wiener Symphoniker en later bij de Wiener Philharmoniker. 
Als violist verwierf hij faam met zijn vertolkingen van vioolconcerten en sonates van Beethoven, Mozart en Schubert.
Schneiderhan was getrouwd met de Duitse sopraan Irmgard Seefried.
- Bibsys: 4027057
- Biblioteca Nacional de España: XX1115466
- Bibliothèque nationale de France: cb13899516r (data)
- CiNii: DA08966331
- Gemeinsame Normdatei: 118758683
- International Standard Name Identifier: 0000 0000 8078 4896
- Library of Congress Control Number: n83051483
- Nationale Bibliotheek van Letland: 000282533
- MusicBrainz: 9bc3192e-8b0c-490b-a1c8-39bc5dc9ce6a
- Nationale Bibliotheek van Tsjechië: js20050926021
- Nationale bibliotheek van Australië: 35681473
- Nationale Bibliotheek van Israël: 987007318930905171
- Nationale Bibliotheek van Polen: a0000002595496
- Nederlandse Thesaurus van Auteursnamen: 08382491X
- Réseau des bibliothèques de Suisse occidentale: 02-A012312685
- LIBRIS: 171009
- SNAC: w6p56861
- Système universitaire de documentation: 166480789
- Trove: 1040063
- Virtual International Authority File: 114268491
- WorldCat: E39PBJvMDh79FHjyPBMfjBYdcP